# Syrjä
Syrjä är en sjö i kommunerna Valtimo och Sotkamo i landskapen Norra Karelen och Kajanaland i Finland. Sjön ligger 178,9 meter över havet. Den är 15,5 meter djup. Arean är 52 hektar och strandlinjen är 5,67 kilometer lång. Sjön  ingår i Vuoksens huvudavrinningsområde.   Den ligger omkring 140 kilometer norr om Joensuu och omkring 460 kilometer nordöst om Helsingfors. 
Syrjä ligger nordöst om Autiojärvi. 